# Ulla Lundqvist
Ulla Birgitta Köhler Lundqvist, född Rosencrantz den 27 september 1938 i Helsingborg, död 4 juli 2024 i Liljeholmen i Stockholm, var en svensk författare, litteraturkritiker och litteraturvetare.

## Biografi
Ulla Lundqvist tog studentexamen vid Örebro flickläroverk 1958 och blev fil. mag. 1962 vid Stockholms universitet. 1979 disputerade hon i litteraturvetenskap med Århundradets barn på ämnet Pippi Långstrump. 1964–1974[källa behövs] var hon adjunkt i svenska och engelska. Sedan 1975 var hon kritiker i Dagens Nyheter.
Åren 2008–2012 var Ulla Lundqvist ledamot av prisjuryn till ALMA-priset.
Lundqvist författade egna ungdomsböcker, exempelvis 1991 års Rondo amoroso.

## Priser och utmärkelser
- Gulliver-priset 1995

## Källhänvisningar
1. ↑  läs online, www.dn.se .[källa från Wikidata]
2. ↑  https://www.familjesidan.se/cases/30b0b572-e751-41a7-a6a3-8eea73dfa60e/funeral-notices
3. ↑  https://www.dn.se/familj/till-minne-ulla-lundqvist-2/
4. ↑  https://www.ratsit.se/19380927-Ulla_Birgitta_Kohler_Lundqvist_Stockholm/J04hxhD28EekDl_G-eb1zL0vIVHQjncqcksWjMnDkNE
5. 1 2  "Ulla Lundqvist". NE.se. Läst 26 augusti 2014.
6. ↑  ALMA (2012-04-26): "ALMA-juryn får tre nya ledamöter". Arkiverad 27 augusti 2014 hämtat från the Wayback Machine. Mynewsdesk.com. Läst 26 augusti 2014.